# Frankenblick
Frankenblick est une commune allemande située dans le Land de Thuringe, faisant partie de l'arrondissement de Sonneberg. La commune a été créée le 1er janvier 2012 par la fusion des anciennes communes de Effelder-Rauenstein et de Mengersgereuth-Hämmern.

## Quartiers
- Döhlau
- Effelder (avec Blatterndorf)
- Grümpen
- Meschenbach
- Rabenäußig (avec Fichtach, Hohetann et Melchersberg)
- Rauenstein
- Rückerswind
- Seltendorf (avec Welchendorf)
- Mengersgereuth-Hämmern (avec Schichtshöhn, Forschengereuth, Mengersgereuth et Hämmern)

## Personnalités liées à la ville
- Werner Jacob (1938-2006), compositeur né à Mengersgereuth.
- Bernd Eckstein (1953-), sauteur à ski né à Mengersgereuth-Hämmern.